# Bonifay
Bonifay város az USA Florida államában. Lakosainak száma 2759 fő (2020. április 1.).

## Népesség
A település népességének változása:

| 2010 | 2 793 |
| 2020 | 2 759 |